# Viggo Johansen
Viggo Johansen (Copenhague, 3 de enero de 1851 – ibidem, 18 de diciembre de 1935) era un pintor danés del famoso grupo de los pintores de Skagen. 

## Biografía
Era hijo del comerciante islandés Fred. Christoph Johansen (1804–1874) y de su esposa Camilla Olivia Petrine (de soltera, Jepsen; 1815–1892).
De 1868 a 1875 estudió en la Real Academia de Bellas Artes de Dinamarca abandonándola después de intentar en vano tres veces aprobar el examen final.
En 1876 Johansen expuso un retrato de su hermana, y en 1877 expuso “Una comida” y “Visita del vecino”. Cuadros que demuestran su talento artístico y su influencia por la antigua pintura holandesa.
Durante un tiempo permaneció en Hornbæk, donde pintó escenas de pequeño formato sobre la vida de los pescadores; más tarde estuvo en Dragør y expuso en Holanda y París. 
Ganó medallas en las exposiciones mundiales de Viena y Chicago y en las internacionales de Berlín y Múnich.
El 12 de agosto de 1880 se casó con Martha Møller (1861-1929), prima de Anna Ancher.
En 1887 se convirtió en miembro de la Academia de Arte de Estocolmo y de 1888 a 1906, enseñó en la escuela de arte para mujeres. 